# Serapio Huici
Serapio Huici Lazcano (Villava, Navarra, 3 de septiembre de 1868 – Madrid, 12 de diciembre de 1953) fue un ingeniero de caminos, empresario y editor español.

## Biografía
Nacido en Villava (Navarra) el 3 de septiembre de 1868, estudió Ingeniería de Caminos, Canales y Puertos en la Universidad de Madrid.
Su prolífica actividad empresarial hizo de él uno de los cien grandes capitalistas españoles de principios del siglo XX.
En 1925 era consejero de ocho importantes industrias de Madrid, Bilbao, Vitoria y Pamplona. Fue presidente de la eléctrica  El Irati S.A., vicepresidente de Papelera Española, y cofundó la empresa cementera Cementos Portland. Igualmente estuvo ligado a la aparición de entidades bancarias navarras tales como La Vasconia y El Crédito Navarro.
Participó también en la creación de varias empresas editoriales: cofundó en 1903 el Diario de Navarra, cofundó y presidió Espasa-Calpe y fue presidente del periódico El Sol, de gran prestigio en los ambientes intelectuales y literarios de la época y donde entabló amistad con el filósofo español José Ortega y Gasset.
La célebre librería Casa del Libro, en la calle Gran Vía de Madrid, abrió sus puertas en 1923 de la mano de Serapio Huici como consejero de Espasa-Calpe.

## Obras
Además de su actividad empresarial, dedicó esfuerzos a sus aficiones arqueológicas y artísticas. Cabe destacar sus conferencias publicadas como «La arquitectura cisterciense» (1922), «La iglesia de los Templarios de Torres del Río» (BCMHAN, 1924), «Marfiles de San Millán de la Cogolla y esculturas de Santo Domingo de Silos» (Madrid, Espasa-Calpe, 1925). La Cámara Oficial del Libro premió una obra cuya autoría compartió con Victoriano Juaristi: El santuario de San Miguel de Aralar y su retablo esmaltado. (Madrid, Espasa-Calpe, 1929).
El 1 de abril de 1953 le fue otorgada la Gran Cruz de la Orden del Mérito Civil. La Diputación Foral de Navarra reconoció sus méritos con el nombramiento de Hijo Predilecto de Navarra el 12 de diciembre de 1953, día de su fallecimiento. Una de las calles principales de Villava lleva su nombre.

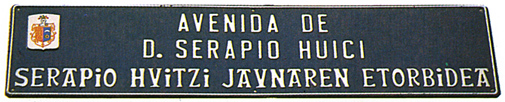
Una importante calle de Villava, Navarra, lleva su nombre.